# 亚历山德拉·博尔
亚历山德拉·博尔（丹麥語：Alexandra Bøje，1999年12月6日—），丹麥女子羽毛球運動員。

## 簡歷
2015年10月，亚历山德拉·博尔與加布里埃拉·博尔出戰匈牙利國際賽，在女双决赛以0比2（14-21、20-22）不敌马来西亚的謝宜希/陳嘉雯，赢得亚军。
2016年9月，亚历山德拉·博尔與马蒂亚斯·贝尔-斯密特出战布拉格羽毛球公開賽，在混双决赛以2比0（21-19、21-15）击败了俄罗斯的瓦西里·库兹涅佐夫/叶卡捷琳娜·博洛托娃，夺得其首个国际赛混双冠军。同年11月，她与马蒂亚斯·贝尔-斯密特出战挪威羽毛球國際賽，在混双决赛以0比2（12-21、12-21）不敌芬兰的安东·凯斯提/珍妮·奈斯特伦，赢得亚军。同年12月，她与马蒂亚斯·贝尔-斯密特出战意大利羽毛球國際賽，在混双準决赛以1比2（21-18、9-21、24-26）不敌法国的乔丹·科维/安妮·特兰。
2017年1月，亚历山德拉·博尔分别與莉娜·格雷巴克以及马蒂亚斯·贝尔-斯密特出战瑞典羽毛球國際賽，在女双决赛以0比2（17-21、22-24）不敌赛会头号种子、瑞典的克拉拉·尼斯塔特/埃玛·文贝里，赢得亚军；而混双决赛以0比2（18-21、14-21）不敌赛会4号种子、队友的米克尔·米克尔森/麦尔·苏罗，赢得亚军。同年4月，她代表丹麦参加法国米卢斯举办的歐洲青年羽毛球錦標賽，在率先进行的团体赛，丹麦队赢得了铜牌；而与茱莉·达瓦尔·雅各布森的女双决赛以0比2（14-21、14-21）不敌赛会头号种子、瑞典的艾玛·卡尔松/约翰娜·芒努松，赢得亚军。同年9月，她与马蒂亚斯·贝尔-斯密特出战捷克羽毛球公開賽，在混双决赛以2比1（12-21、21-8、21-18）力克赛会4号种子、法国的巴斯蒂安·凯尔索迪/莉亚·巴莱尔莫，赢得冠军。同年11月，她分别与萨拉·伦高以及拉塞·摩爾菲德出战挪威羽毛球國際賽，在女双决赛以2比0（21-19、21-9）击败了队友的伊莎贝拉·尼尔森/克劳迪娅·帕雷德斯，赢得冠军；而混双决赛以1比2（11-21、21-19、11-21）不敌赛会头号种子、英格兰的格雷戈里·梅尔斯/珍妮·穆尔，赢得亚军。同年12月，她与萨拉·伦高出战意大利羽毛球國際賽，在女双决赛以0比2（18-21、11-21）不敌俄罗斯的叶卡捷琳娜·博洛托娃/艾莉娜·达夫列托娃，赢得亚军。
2018年1月，亚历山德拉·博尔与索伦·格拉霍尔特出战瑞典羽毛球公開賽，在混双準决赛以0比2（17-21、20-22）不敌赛会头号种子、法国的汤姆·吉凯尔/德尔菲娜·德尔吕。同年2月，她与萨拉·伦高出战奧地利羽毛球公開賽，在女双準决赛以0比2（24-26、14-21）不敌日本的星千智/中西貴映。

## 主要比賽成績
只列出曾進入準決賽的國際賽事成績：
| 年份   | 賽事                       | 公開賽級別 | 項目     | 拍檔                  | 成績   |
| ------ | -------------------------- | ---------- | -------- | --------------------- | ------ |
| 2015年 | 匈牙利羽毛球國際賽         | 國際系列賽 | 女子雙打 | 加布里埃拉·博尔       | 亞軍   |
| 2016年 | 布拉格羽毛球公開賽         | 國際挑戰賽 | 混合雙打 | 马蒂亚斯·贝尔-斯密特  | 冠軍   |
| 2016年 | 挪威羽毛球國際賽           | 國際系列賽 | 混合雙打 | 马蒂亚斯·贝尔-斯密特  | 亞軍   |
| 2016年 | 意大利羽毛球國際賽         | 國際挑戰賽 | 混合雙打 | 马蒂亚斯·贝尔-斯密特  | 準決賽 |
| 2017年 | 瑞典羽毛球國際賽           | 國際系列賽 | 女子雙打 | 莉娜·格雷巴克         | 亞軍   |
| 2017年 | 瑞典羽毛球國際賽           | 國際系列賽 | 混合雙打 | 马蒂亚斯·贝尔-斯密特  | 亞軍   |
| 2017年 | 歐洲青年羽毛球錦標賽       | 其他       | 混合團體 | －                    | 季軍   |
| 2017年 | 歐洲青年羽毛球錦標賽       | 其他       | 女子雙打 | 茱莉·达瓦尔·雅各布森  | 亞軍   |
| 2017年 | 捷克羽毛球公開賽           | 國際挑戰賽 | 混合雙打 | 马蒂亚斯·贝尔-斯密特  | 冠軍   |
| 2017年 | 挪威羽毛球國際賽           | 國際系列賽 | 女子雙打 | 萨拉·伦高             | 冠軍   |
| 2017年 | 挪威羽毛球國際賽           | 國際系列賽 | 混合雙打 | 拉塞·摩爾菲德         | 亞軍   |
| 2017年 | 意大利羽毛球國際賽         | 國際挑戰賽 | 女子雙打 | 萨拉·伦高             | 亞軍   |
| 2018年 | 瑞典羽毛球公開賽           | 國際系列賽 | 混合雙打 | 索伦·格拉霍尔特       | 準決賽 |
| 2018年 | 奧地利羽毛球公開賽         | 國際挑戰賽 | 女子雙打 | 萨拉·伦高             | 準決賽 |
| 2018年 | 荷蘭羽毛球公開賽           | 超級100賽  | 女子雙打 | 萨拉·伦高             | 準決賽 |
| 2019年 | 歐洲羽毛球混合團體錦標賽   | 其他       | 混合團體 | －                    | 冠軍   |
| 2019年 | 波蘭羽毛球公開賽           | 國際挑戰賽 | 女子雙打 | 梅蒂·波爾森           | 亞軍   |
| 2019年 | 芬蘭羽毛球公開賽           | 國際挑戰賽 | 混合雙打 | 弗雷德里克·瑟高       | 準決賽 |
| 2019年 | 海得拉巴羽毛球公開賽       | 超級100賽  | 混合雙打 | 馬蒂亞斯·克里斯蒂安森 | 準決賽 |
| 2019年 | 荷蘭羽毛球公開賽           | 超級100賽  | 混合雙打 | 馬蒂亞斯·克里斯蒂安森 | 準決賽 |
| 2019年 | 杜拜羽毛球國際挑戰賽       | 國際挑戰賽 | 女子雙打 | 梅蒂·波尔森           | 亞軍   |
| 2019年 | 杜拜羽毛球國際挑戰賽       | 國際挑戰賽 | 混合雙打 | 馬蒂亞斯·克里斯蒂安森 | 準決賽 |
| 2019年 | 匈牙利羽毛球國際賽         | 國際挑戰賽 | 混合雙打 | 馬蒂亞斯·克里斯蒂安森 | 亞軍   |
| 2019年 | 愛爾蘭羽毛球公開賽         | 國際挑戰賽 | 女子雙打 | 梅蒂·波爾森           | 準決賽 |
| 2019年 | 愛爾蘭羽毛球公開賽         | 國際挑戰賽 | 混合雙打 | 馬蒂亞斯·克里斯蒂安森 | 冠軍   |
| 2019年 | 蘇格蘭羽毛球公開賽         | 國際挑戰賽 | 混合雙打 | 馬蒂亞斯·克里斯蒂安森 | 冠軍   |
| 2020年 | 歐洲羽毛球男女子團體錦標賽 | 其他       | 女子團體 | －                    | 冠軍   |
| 2020年 | 薩洛盧羽毛球公開賽         | 超級100賽  | 混合雙打 | 馬蒂亞斯·克里斯蒂安森 | 冠軍   |
| 2021年 | 歐洲羽毛球混合團體錦標賽   | 其他       | 混合團體 | －                    | 冠軍   |
| 2021年 | 瑞士羽毛球公開賽           | 超級300賽  | 混合雙打 | 馬蒂亞斯·克里斯蒂安森 | 亞軍   |
| 2021年 | 奧爾良羽毛球大師賽         | 超級100賽  | 混合雙打 | 馬蒂亞斯·克里斯蒂安森 | 冠軍   |
| 2021年 | 歐洲羽毛球錦標賽           | 其他       | 混合雙打 | 馬蒂亞斯·克里斯蒂安森 | 季軍   |
| 2021年 | 法國羽毛球公開賽           | 超級750賽  | 混合雙打 | 馬蒂亞斯·克里斯蒂安森 | 亞軍   |
| 2021年 | 印尼羽毛球公開賽           | 超級1000賽 | 混合雙打 | 馬蒂亞斯·克里斯蒂安森 | 準決賽 |
| 2022年 | 馬來西亞羽毛球公開賽       | 超級750賽  | 混合雙打 | 馬蒂亞斯·克里斯蒂安森 | 準決賽 |
| 2023年 | 西班牙馬德里羽毛球大師賽   | 超級300賽  | 混合雙打 | 馬蒂亞斯·克里斯蒂安森 | 冠軍   |
| 2023年 | 泰國羽毛球公開賽           | 超級500賽  | 混合雙打 | 馬蒂亞斯·克里斯蒂安森 | 準決賽 |
| 2023年 | 新加坡羽毛球公開賽         | 超級750賽  | 混合雙打 | 馬蒂亞斯·克里斯蒂安森 | 冠軍   |
| 2023年 | 歐洲運動會羽毛球比賽       | 其他       | 混合雙打 | 馬蒂亞斯·克里斯蒂安森 | 銅牌   |
| 2023年 | 丹麥羽毛球公開賽           | 超級750賽  | 混合雙打 | 馬蒂亞斯·克里斯蒂安森 | 準決賽 |
| 2023年 | 海洛羽毛球公開賽           | 超級300賽  | 混合雙打 | 馬蒂亞斯·克里斯蒂安森 | 準決賽 |
| 2024年 | 歐洲羽毛球男女子團體錦標賽 | 其他       | 女子團體 | －                    | 冠軍   |
| 2024年 | 歐洲羽毛球錦標賽           | 其他       | 混合雙打 | 馬蒂亞斯·克里斯蒂安森 | 亞軍   |
| 2024年 | 馬來西亞羽毛球大師賽       | 超級500賽  | 混合雙打 | 馬蒂亞斯·克里斯蒂安森 | 準決賽 |
| 2024年 | 加拿大羽毛球公開賽         | 超級500賽  | 混合雙打 | 馬蒂亞斯·克里斯蒂安森 | 亞軍   |
| 2025年 | 歐洲羽毛球混合團體錦標賽   | 其他       | 混合團体 | －                    | 冠軍   |
| 2025年 | 德國羽毛球公開賽           | 超級300賽  | 混合雙打 | 羅賓·塔博林           | 冠軍   |
| 2025年 | 澳門羽毛球公開賽           | 超級300賽  | 混合雙打 | 马蒂亚斯·克里斯蒂安森 | 冠軍   |

| 2007-2017年 | 首要超級賽 | 超級賽 | 黃金大獎賽 | 大獎賽 | 國際挑戰賽 | 國際系列賽 | 未來系列賽 | 其他 |

| 2018-2026年 | 總決賽 | 超級1000賽 | 超級750賽 | 超級500賽 | 超級300賽 | 超級100賽 | 國際挑戰賽 | 國際系列賽 | 未來系列賽 | 其他 |

### 奧運會和世錦賽參賽紀錄
| 年份     | 搭檔                  | 2020       | 2021 | 2022 | 2023 | 2024        |
| -------- | --------------------- | ---------- | ---- | ---- | ---- | ----------- |
| 女子雙打 | 梅蒂·波尔森           | －         | 32強 | －   | －   | －          |
|          |                       |            |      |      |      |             |
| 混合雙打 | 马蒂亚斯·克里斯蒂安森 | 小組第三名 | 16強 | 32強 | 8強  | 小組第四名1 |

- ^  注解1：退賽